# 羽太七海乃
羽太 七海乃（はた なみの、1992年2月22日 - ）は、日本のファッションモデルである。埼玉県出身。血液型A型。身長161.5cm。

## 人物
- しっかり者のお姉さん的キャラ。
- R'sの中で一番変わったらしい。

## 出演

### 雑誌
- Ranzuki（ぶんか社）専属モデル